# Hendrik Gommer
Hendrik Gommer (Oostkapelle, 28 juni 1962) is een Nederlands ondernemer, energiedeskundige en rechtsgeleerde. Hij schrijft over uiteenlopende onderwerpen, onder meer over hunebedden.

## Biografie
Gommer studeerde biologie in Groningen, waar hij in 1985 zijn MO-B-akte behaalde met als specialisatie hersenfysiologie en gedrag. Vervolgens studeerde hij theologie aan de Vrije Universiteit te Amsterdam en behaalde daar in 1989 (cum laude) zijn MO-B-akte, met als specialisatie godsdienstwetenschappen, filosofie en ethiek.
In 2006 studeerde Gommer cum laude af in het  Nederlands Recht aan de Open Universiteit. In 2008 promoveerde hij aan de Universiteit van Tilburg op “Onder de Rechter”, over de vraag of de onpartijdigheid van rechters wordt aangetast door uitspraken van politici. Het proefschrift kreeg aandacht in de pers.  Gommer werkte na 2009 enige jaren als docent Encyclopedie van het recht aan de Universiteit van Tilburg. Hij had vervolgens vele relatief korte dienstverbanden bij universitaire instellingen, waaronder de Open Universiteit, de Universiteit van Amsterdam en de Faculteiten Rechtsgeleerdheid en Wiskunde en Natuurwetenschappen van de Rijksuniversiteit Groningen. Hij doceerde onder meer rechtssociologie, rechtsfilosofie, staatsrecht en maatschappelijke aspecten van de natuurwetenschappen.

## Energieprojecten
Gommer en zijn vrouw opereren als pioniers op het gebied van duurzaam wonen. Ze startten het Leguanenproject in Stavoren, een park met ecologische woningen. De woningen zijn energie-neutraal. Het project van het bedrijf waarvan Gommer directeur was, werd door de Europese Commissie beschouwd als het milieuvriendelijkste woningpark in Europa, reden waarom er in het kader van het Life-programma een documentaire van gemaakt werd. De woningen werden in 1999 volgelegd met allerlei verschillende zonnepanelen-systemen, een proefproject in samenwerking met Novem. In 2008 bouwde Gommer opnieuw een energieneutrale woning, ditmaal in Zuidhorn., gevolgd door een 'eco-bungalow' in 't Harde in 2018. Voor dit laatste huis kreeg hij in 2020 de prijs voor het duurzaamste huis van Gelderland.
In 2002 ontving Gommer de Nationale Zonne-energieprijs voor zijn voortrekkersrol op het gebied van grote zonnestroomprojecten, zijn initiatief tot het Manifest voor Zonnestroom dat door 75 organisaties werd gesteund en zijn bijdrage aan het bouwvergunningvrij krijgen van zonnepanelen. Gommer richtte de Zonnestroom Producenten Vereniging (ZPV) op, die in 2009 meer dan 600 leden kende.

## Rechtsbiologie
In 2007 introduceerde Gommer het begrip Rechtsbiologie in Nederland, dat zich richt op biologische grondslagen van het recht en hij gaf hierover onderwijs aan de Universiteit van Tilburg. Gommer stelt dat moraal en recht rechtstreeks uit evolutionaire feiten zijn af te leiden. Met een essay over dit onderwerp won hij in 2010 een prijsvraag uitgeschreven door het NRC Handelsblad en de Koninklijke Hollandsche Maatschappij der Wetenschappen.Hij publiceerde zijn theorie in het boekje 'A Biological Theory of Law'

## Mythische stenen
Vanaf 2017 verschenen van Gommer boeken in een reeks over hunebedden. Elk deel beschrijft hunebedden van een ander land of regio in Europa, waaronder Nederland, Nedersaksen en Jutland. In 2020 bouwde hij een eigen hunebed in zijn tuin in Gelderland.

## Publicaties
Gommer publiceerde boeken en artikelen in tijdschriften en kranten over rechtsbiologie, hunebedden, strafrecht, arbeidsrecht en intellectueel eigendom. Verscheidene publicaties van Gommer gaan over rechtszaken waarbij hij persoonlijk betrokken was.
- Gommer, H. (2011) A Biological Theory of Law: Natural Law Theory Revisited, Amazon Publishing.
- Gommer, H. (2016) Auteursrechtdebat: Waar blijft de Auteurswet in de beoordeling van de wetenschappelijke integriteit? IE-Forum.nl.
- Gommer, H. (2017), Mythische stenen, deel 1 Nederland.